# Da Capo (BAP-Album)
Da Capo ist das siebte Studioalbum der Kölner Rockband BAP. Es erschien im August 1988 bei EMI Electrola und war für fünf Wochen auf Platz eins der deutschen Albumcharts.

## Hintergrund
Über zwei Jahre nach dem vorherigen Studioalbum war Da Capo für BAP ein Comeback. Sowohl mit dem Album als auch mit der ersten Singleauskopplung Fortsetzung folgt wurde ein Top-Ten-Platz erreicht. Bedingt durch den Tod des Schlagzeugers Pete King war ein Wechsel in der Besetzung notwendig geworden. Als neuer Schlagzeuger wurde Jürgen Zöller verpflichtet, der zuvor bei Wolf Maahn gespielt hatte. Nach internen Querelen bei der Produktion des Vorgängeralbums Ahl Männer, aalglatt, die fast zum Ende von BAP geführt hatten, wurde Da Capo wieder komplett in Eigenregie produziert. Man ging für die Aufnahmen in das I.C.P. Studio in Brüssel.

## Inhalt
Stadt im Niemandsland handelt von der Beziehung des Lyrischen Ichs zu seiner Heimatstadt Köln und kritisiert deren Stadtplanung. Fortsetzung folgt behandelt die Perspektivlosigkeit jugendlicher Arbeitsloser und das 'Abhängen' bis zum nächsten Termin beim Arbeitsamt. In Shanghai werden anhand eines dort erstandenen Gemäldes die Eindrücke der China-Tour verarbeitet. Ob dä Deckel vum Clown ist eine Coverversion von Death of a Clown von Dave Davies. Rääts un links vum Bahndamm beschreibt die nächtliche Bahnfahrt eines Mannes, der in Gedanken noch bei seiner Liebsten und der gestrigen gemeinsamen Nacht ist.
Sandino behandelt die Zustände in Nicaragua und ist ein Ergebnis von Wolfgang Niedeckens Solo-Auftritten mit der Band Complizen in dem von Bürgerkrieg zerrütteten Land ein Jahr zuvor. Dat däät joot ist ein Liebeslied ähnlich Jraaduss und Do kanns zaubere. Saison der Container steht in der Tradition von Südstadt verzäll nix und dem Stollwerck-Leed und beschreibt die negativen Veränderungen in seiner Heimat, der Kölner Südstadt. Flüchtig ist dem verstorbenen Schlagzeuger Pete King gewidmet.

## Titelliste
1. Stadt im Niemandsland – (K. Heuser, W. Niedecken) – 5:42
2. Fortsetzung folgt – (K. Heuser, W. Niedecken) – 5:41
3. Shanghai – (K. Heuser, W. Niedecken) – 4:37
4. Op dä Deckel vum Clown – (R. Davies, D. Davies, Deutscher Spezialtext: W. Niedecken) – 3:43
5. Rääts un links vum Bahndamm – (K. Heuser, W. Niedecken) – 5:31
6. Sandino – (K. Heuser, W. Niedecken) – 5:27
7. Dat däät joot – (K. Heuser, W. Niedecken) – 4:32
8. Saison der Container – (K. Heuser, W. Niedecken) – 4:25
9. Flüchtig – (K. Heuser, W. Niedecken) – 3:30

## Neuveröffentlichung 2006
Das Album erschien am 25. August 2006 erneut bei EMI als Digital Remastered CD mit einer zweiten CD, die folgendes Bonusmaterial enthält:
1. Born to Be Wild (Single-B-Seite, Live, Werner-Rennen, 1988) – (M. Bonfire; deutscher Text: W. Niedecken)
2. Eez steht he Manhattan (Single-B-Seite, Live, München, 1988) – (L. Cohen; deutscher Text: W. Niedecken)
3. Stellt üch vüür (Bläck Fööss & Fründe, Imagine Live, Köln, 1989) – (J. Lennon; deutscher Text: W. Niedecken)
4. Rääts un links vum Bahndamm (Live, Bonn, 1989) – (K. Heuser, W. Niedecken)
5. Biko (Live, Köln, 1988) – (P. Gabriel; deutscher Text: W. Niedecken)
6. Rockin´ All Over the World (Live, Köln, 1991) – (J. Fogerty; deutscher Text: W. Niedecken)
7. Fortsetzung folgt (Live, St. Wendel 1989) – (K. Heuser, W. Niedecken)
8. Shanghai (Live, St. Wendel, 1989) – (K. Heuser, W. Niedecken)
9. Op dä Deckel vom Clown (Live, St. Wendel, 1989) – (R. Davies, D. Davies; deutscher Text: W. Niedecken)
10. Saison der Container (Live, St. Wendel, 1989) – (K. Heuser, W. Niedecken)

## Single-Auskopplungen
1. Fortsetzung folgt / Sandino
2. Saison der Container
3. Dat däät joot / Op dä Deckel vum Clown
4. Shanghai / Rääts un links vum Bahndamm

Fortsetzung folgt wurde als Single vor dem Album veröffentlicht und erreichte die Top Ten der deutschen Charts. Saison der Container hat keine B-Seite und wurde 1988 als sogenannte A-Single veröffentlicht.

## Da-Capo-Tour 1988/89
Das Album Da Capo wurde von Oktober bis Dezember 1988 zunächst bei einer ausgedehnten Hallentournee präsentiert. Es wurde erstmals auch in großen Hallen wie der Frankfurter Festhalle und der Olympiahalle München gespielt. Im Sommer 1989 folgten weitere Konzerte, teilweise auch im Rahmen von Festivals gemeinsam mit Joe Cocker. Eines dieser Events fand in der Berliner Waldbühne statt.